# Cayetana Guillén Cuervo
Cayetana Guillén Cuervo (Madrid, 13 de juny de 1969) és una actriu, periodista i presentadora de televisió espanyola.

## Biografia
Filla petita dels actors Fernando Guillén i Gemma Cuervo, té dos germans, Natalia i el també actor Fernando Guillén Cuervo. És llicenciada en ciències de la informació per la Universitat Complutense de Madrid. Actualment està casada amb el fotògraf Omar Ayyashi Ramiro,espanyol d'origen palestí, amb el qual té un fill anomenat Leo.
Els seus inicis professionals se situen en la segona meitat de la dècada de 1980, tant en l'àmbit de la televisió com del teatre. En la pantalla petita debuta el 1986 amb un petit paper de repartiment en la sèrie Segunda enseñanza, escrita per Ana Diosdado i dirigida per Pedro Masó. Puja per primera vegada a un escenari professional un any més tard en el madrileny Teatro Alcázar per representar Coqueluche, de Roberto Romero, protagonitzada per Mercedes Alonso. En els següents anys compagina la seva activitat teatral amb aparicions esporàdiques en televisió, debutant finalment al cinema el 1989 a les ordres d'Imanol Uribe a La luna negra.
Entrada la dècada de 1990, actua en dues obres de la companyia Strion, d'Aitana Sánchez-Gijón: amb la mateixa Aitana i el seu germà Fernando a Entre bobos anda el juego (1991) i amb Manuel de Blas, a Thriller imposible (1992). Després passa a les ordres d'Adolfo Marsillach a la Companyia Nacional de Teatre Clàssic, en la qual va interpretar obres de Cervantes (La Gran Sultana, 1993) i Lope de Vega (Fuenteovejuna, 1993).
En la segona meitat de la dècada abandona els treballs teatrals, coincidint amb l'estrena dels seus majors èxits en la pantalla gran. Participa en Todo sobre mi madre, de Pedro Almodóvar; Más que amor, frenesí, d'Alfonso Albacete i sobretot protagonitza dos dels més importants títols de la filmografia de José Luis Garci: La herida luminosa (1997), al costat del seu pare i El abuelo (1998), amb Fernando Fernán Gómez al capdavant del repartiment, pel·lícula nominada al premi Oscar i que a Cayetana Guillén li va valer també una nominació al premi Goya a la millor actriu.
El 1998 s'estrena en la seva faceta de presentadora de televisió, tasca que mantindria ininterrompudament, almenys els següents quinze anys, sempre a la cadena La 2, de Televisió Espanyola, i en espais culturals o específicament enfocats al setè art. Des d'aquesta data està al capdavant del programa Versión española, amb projecció d'una pel·lícula espanyola i posterior entrevista amb membres de l'equip artístic i tècnic. Altres programes inclouen D-Calle (2006), Días de cine (2008-2011) i Atención obras (2013-), sobre les novetats teatrals.
En les dècades de 2000 i 2010 ve mantenint una presència habitual, tant en cinema com en teatre i televisió, en aquest últim cas, compaginant labors d'actriu i de presentadora. Des de la segona meitat de la dècada de 2000 és, a més, columnista del diari El Mundo.

## Filmografia

### Pel·lícules
| Any  | Pel·lícula                      | Personatge             |
| ---- | ------------------------------- | ---------------------- |
| 1989 | La luna negra                   | Infermera              |
| 1991 | Don Juan en los infiernos       | Muchacha Rio           |
| 1991 | El amor sí tiene cura           | Teresa                 |
| 1992 | La marrana                      | Putilla                |
| 1992 | Un paraguas para tres           | Dependenta             |
| 1992 | Amo tu cama rica                | Lola                   |
| 1995 | Historias del Kronen            | Germana de Carlos      |
| 1995 | Los hombres siempre mienten     | Cristina               |
| 1996 | Más que amor, frenesí           | Mónica                 |
| 1996 | Corsarios del chip              | Vicky                  |
| 1997 | Hazlo por mí                    | Victoria               |
| 1997 | La herida luminosa              | Sor María              |
| 1998 | El abuelo                       | Doña Lucrecia Richmond |
| 1998 | Atómica                         | Isabel Velasco         |
| 1999 | Sí, quiero...                   | Candela                |
| 1999 | Todo sobre mi madre             | Mamen                  |
| 2002 | Fumata Blanca                   | Ana Caligaro           |
| 2004 | La mirada violeta               | Violeta                |
| 2004 | Amor idiota                     | Sandra                 |
| 2004 | Las huellas que devuelve el mar | Laura                  |
| 2012 | Una pistola a cada mà           | Sara                   |

### Sèries de televisió
| Any               | Sèrie                     | Personatge        | Canal      | Notes       |
| ----------------- | ------------------------- | ----------------- | ---------- | ----------- |
| 1986              | Segunda enseñanza         | Brigitte          | TVE        | 1 episodi   |
| 1994              | Historias de la puta mili | Filla del Coronel | Telecinco  | 13 episodis |
| 1994              | Colegio Mayor             | Julia Torres      | Telemadrid | 14 episodis |
| 1994              | La mujer de tu vida 2     | Paula/Susana      | TVE        | 2 episodis  |
| 1996              | Yo, una mujer             | Paula             | Antena 3   | 13 episodis |
| 2000              | Raquel busca su sitio     | Quela             | TVE        | 25 episodis |
| 2005              | Lobos                     | Carmen Lobo       | Antena 3   | 9 episodis  |
| 2009 - 2010       | Amar en tiempos revueltos | Estela del Val    | TVE        | 82 episodis |
| 2015 - actualitat | El ministerio del Tiempo  | Irene Larra       | TVE        | ¿? episodis |

### Programes de televisió
| Any             | Programa             | Cadena     | Notes          |
| --------------- | -------------------- | ---------- | -------------- |
| 1994            | ¿Y quién es él?      | TVE        | Copresentadora |
| 1994 - 1995     | Hermida y Cía        | Antena 3   | Colaboradora   |
| 1998 - presente | Versión española     | La 2 i TVE | Presentadora   |
| 2006 - 2007     | D-Calle              | La 2       | Presentadora   |
| 2007            | El blog de Cayetana  | TVE        | Presentadora   |
| 2008 - 2011     | Días de cine         | La 2       | Presentadora   |
| 2013 - presente | ¡Atención obras!     | La 2       | Presentadora   |
| 2016 - presente | Celebrity MasterChef | La 1       | Concursant     |

### Teatre
| Any         | Obra                                                      | Autor                       | Teatre                       |
| ----------- | --------------------------------------------------------- | --------------------------- | ---------------------------- |
| 1987        | Coqueluche                                                | Roberto Romero              | Teatro Alcázar               |
| 1987        | Rudens                                                    | Plauto                      | Teatre romà de Mérida        |
| 1988        | Séneca o el beneficio de la duda                          | Antonio Gala                | Teatro Imperial, Madrid      |
| 1988        | Los ochenta son nuestros                                  | Ana Diosdado                | Teatro Infanta Isabel        |
| 1989        | Una farola en el salón                                    | Santiago Paredes            | Teatro Infanta Isabel        |
| 1991        | Entre bobos anda el juego                                 | Francisco de Rojas Zorrilla | Lope de Vega (Sevilla)       |
| 1992        | Thriller imposible                                        | Ángel García Suárez         | Centro Cultural de la Villa  |
| 1993        | Fuenteovejuna                                             | Félix Lope de Vega          | CNTC                         |
| 1993        | La Gran Sultana                                           | Miguel de Cervantes         | CNTC                         |
| 2002        | La prueba                                                 | David Auburn                | Marquina (Madrid)            |
| 2010        | Amar en tiempos revueltos presenta El diablo bajo la cama | Josep María Benet           | Teatro Bellas Artes (Madrid) |
| 2013        | Fuegos                                                    | Marguerite Yourcenar        | Festival de Mérida           |
| 2013 - 2014 | El Malentendido                                           | Albert Camus                | Centre Dramàtic Nacional     |
| 2015        | Hedda Gabler                                              | Henrik Ibsen                | Centre Dramàtic Nacional     |

## Premis i reconeixements
- Medalla del Cercle d'Escriptors Cinematogràfics a la millor actriu per El abuelo.[9]
- Premi de la Mostra de Cinema de València a la millor interpretació femenina per Hazlo por mí.
- Premi Ercilla revelació de teatre per Entre bobos anda el juego.